# Лачиновы
Лачи́новы — старинный русский дворянский род.
По официальной версии, отражённой в делах герольдии Правительствующего сената, родоначальник «мценский литовский воевода… Григорий Григорьевич Лачин», вернувшийся к великому князю Василию Васильевичу из Польши около 1440 года. В «Бархатной книге» родословная их под № 300. При подаче документов (07 марта 1687) для внесения рода в Бархатную книгу, была предоставлена родословная роспись Лачиновых и две царские жалованные грамоты: Василия III: Строю Григорьевичу Лачинову на село Кусяково в Березопольском стане Нижегородского уезда (1520) и грамота Ивана IV: Строю Лачинову на его оброчную деревню Выворзово в Старорязанском стане Рязанского уезда (1546).
Род занесён в VI и II части Дворянской родословной книги многих губерний. Герб рода Лачиновых — в 1-м отделении 5-й части Общего Гербовника дворянских родов Всероссийской Империи на листе 69.

## В Общем Гербовнике
Фамилии Лачиновых Протасий Тимофеев сын Лачинов, от Великаго Государя, Царя и Великаго Князя Михаила Фёдоровича в 7126/1618 году за Московское осадное сиденье, и стольник Иван Елисеев сын Лачинов, от Великих Государей, Царей и Великих Князей Иоанна Алексеевича и Петра Алексеевича в 7191/1683 году за службу и храбрость, пожалованы поместьями и на оныя грамотами. Равным образом и другие многие сего рода Лачиновы Российскому Престолу служили дворянския службы в разных чинах, и жалованы были от Государей поместьями. Всё сие доказывается жалованными на поместья грамотами, справкою Вотчиннаго Департамента и родословною Лачиновых.
— Лист 69 5-го тома «Общего Гербовника дворянских родов Всероссийской Империи»

## Поколенная роспись
Копия с Описания происхождения фамилии Лачиновых, составленная 7-го Марта 7125/1697 года, за подписями Василия, Ивана Большаго и Петра Лачиновых, коим удостоверяется, что во дни Благовернаго Великаго Князя Василия Васильевича приехал из Польскаго Государства на службу, начальствующий во Мценске, владетельный Вельможа Григорий Григорьев Лачин, от сего прозвания произошла фамилия Лачиновых. От него Григория Григорьева произошло три сына: Исай (по прозванию Строй), Жита (Фома) и Мокей. От Исая-Строя произошли Нестер, Василий и Тимофей.

Даже по приведённой неполной таблице смешанного восходящего родословия («семьдесят пять кружков» — третья четверть XVIII века, то есть почти через век после предыдущей росписи) можно получить представление о месте в родословии большинства известных по тем или иным причинам персонажей. Схема эта способствует и окончательному устранению ряда бытовавших заблуждений и мифов, связанных в том числе и с происхождением отдельных личностей.
От Нестера и Тимофея происходят две основных линии рода, в дальнейшем разделившиеся на большую — от потомка Нестера идущую (I), и малую — от Протасия Тимофеева (II); ветвь, идущая от Нестера разделилась на две — от правнука Нестера Василия Артемьевича — ветви Григория (III) и Ивана Меньшого (VI); ветвь Григория Васильевича дала три ветви, идущие от сыновей его Михайлы Большого (V), Михайлы Меньшого (VI) и Ивана (VII — от сына его Николая 2-го, у него было два сына Николая); от Михайлы Большого Григорьевича две ветви — потомки Петра (VIII) и Александра (IX); от Николая Ивановича две ветви: Андреяна (X) и Андрея (XI); от Петра Ивановича (сына Ивана Меньшого Елисеевича, внука Протасия Тимофеевича) — две ветви: Василия (XII) и Александра (XIII)

## Известные представители рода
Нижеследующий список обладает качествами поколенной росписи, поскольку даёт указание на колено (первая римская цифра) и ветвь (римские цифры в скобках), — традиционно определяет место в роду — арабские цифры (цифра в скобках — отец в росписи). Этот фрагмент полной росписи содержит сведения о представителях рода (в том числе неидентифицированных) до начала XX века.
- I(I).1 Лачин, Юрий (Георгий, Григорий) — сделал вклад в Вознесенско-Печерский монастырь (1440—1444): д. Поляна (с. Ягодное) Нижегородского уезда (существуют и поныне)[7] — один из предполагаемых основоположников рода (по версии современных историков и генеалогов)[8][9] — см. об этимологии родового прозвания.

Лачиновы
- II(I).2(1) Лачин, Григорий Григорьевич — мценский литовский воевода, основоположник рода по существовавшей официальной версии, которая относит его «местоблюстительство» к середине 1440-х годов[10]
- III(I).3(2) Лачинов, Исай Григорьевич «Строй» — воевода: с 20 июля 1552 «велено годовать в Шатцком городке князю Ивану Мезецкому да Строю Лачинову»[11].
- III(I).4(2) Лачинов, Мокей Григорьевич — шацкий воевода (1556—1558)[8][12].
- Лачинов, Михаил Иванович — «1573—74 в Шеренском стане пустошь Петрищево за Михаилом за Ивановым сыном Лачинова преж того Плакиды Прокудина» (не идентифицирован)[13]
- IV(I).6(3) Лачинов, Нестер Исаевич «Добыча» — боярин, годовой воевода в Арзамасе (1578/79)[8], в «поручной („подручной“) записи 1566 года апреля 12 с докладами… — Лачинов Добыча»[14]. Предположительно, женой его была Ирина Григорьевна (инокиня Ираида) ур. N[15]
- IV(II).8(3) Лачинов, Тимофей Исаевич — голова в Санчурске (1586, 1587)[8]
- V(I).10(6) Лачинов, Иов Нестерович «Добычин» — первый Соликамский воевода (1613).[15][16][17]
- V(I).11(6) Лачинова, Евдокия Нестеровна — (1 марта 1561 — 19 ноября 1639), жена Семёна Аникиевича Строганова — «русского Пизарро», по словам Н. М. Карамзина[15][18][19].
- V(II)).13(8) Лачинов, Протасий Тимофеевич[2][17][20]
- VI(I).15(10) Лачинов, Артемий Иевлевич — в Боярской книге 1639 года</ref>, и о поместиях его РГИА, ф.1343, оп.24, ч.1, ед.хр.793, на лл. 130—144 об. и 147</ref>
- VI(II).16(13) Лачинов, Елисей Протасьевич (1612—1670) — служил на Тульской засечной черте (до 1638) и в Муроме (1649); участник Русско-польской войны (ранен в 1654); воевода города Валуйки (1656—1658), товарищ воеводы Астрахани (1659—1661), воевода Дорогобужа (1661—1663); первый воевода Пензы (прибыл — между сентябрём 1663 и февралём 1664); по указу царя от 13 октября он «построил на реке Пензе у города посад и слободы», и организовал уездных служилых боевым порядком с земельными окладами; при нём составлена «Строельная книга города Пензы» (около 1666); снова пензенский воевода с 1670); повешен отрядом разинского атамана Михаила Харитонова (25 сентября 1671)[20][21].
- VI(II).18(13) Лачинов Василий Протасьевич — см. о следующем персонаже.
- VI(II).19(13) Лачинов Никита Протасьевич — о нём и о предыдущем персонаже имеются указания у И. Е. Забелина[22].
- Лачинов, Максим Осипович — конец XVII века; вместе со следующим персонажем упомянут в числе землевладельцев, получивших наделы в окрестностях села Усть-Уза (ныне в Шемышейском районе). в Отказнаой книге по Пензенскому уезду (1683)[20] (неидентифицирован).
- Лачинов, Давид Филатович — конец XVII века (см. предыдущего)[20] (неидентифицирован).
- VII(I).20(15) Лачинов, Василий Артемьевич — стряпчий, с 1703 г. в Москве.
- VIII(I).26(20) Лачинов, Алексей Васильевич — старший брат следующего, будучи бездетен, отписал сыновьям его свои имения[23]. Стряпчий, в начальных людях.
- VIII(I).29(20) Лачинов, Григорий Васильевич — стряпчий в начальных людях, далее — стольник[24][25].
- VIII(II).35(22) Лачинов, Пётр Иванович — белгородский вице-губернатор (1727)[26]
- IX(II.VIII).47(35) Лачинов, Александр Петрович — генерал-поручик, воронежский губернатор (7 апреля 1764 — апрель 1766)[27], женой его была Прасковья Васильевна Нарышкина[28]
- Лачинов, Афанасий — красноярский воевода (1761—1762) (не идентифицирован)[29].
- XI(I.VII.X).101(66) Лачинов, Пётр Андреянович (1792—1855) — олонецкий губернатор (14.11.1827-24.03.1829)[30]
- XI(I.VII.XI).107(68) Лачинов, Александр Андреевич (1786—1850) — генерал-майор. Был награждён золотой шпагой за храбрость (1808); в сражении при Бородине ему ядром оторвало ногу; кавалер ордена Св. Георгия 4-й ст. (1812)[31]. Сестра А. А. Лачинова, Мария, была замужем за П. Н. Чоглоковым[32]
- XI(I.VII).110(71) Лачинов, Евдоким Емельянович (1799—1875) — декабрист, член Южного общества; участник русско-персидской, русско-турецкой и Кавказской войн, топограф, этнограф и литератор. В 1816—1817 гг. находился при посольстве в Персию с А. П. Ермоловым (награждён персидским орденом Льва и Солнца 3 ст.), в апреле 1820 — старший адъютант по Генеральному штабу при Главной квартире 2 армии.[33]
- XI(I.VII).111(71) Лачинов, Пётр Емельянович — младший брат предыдущего, отчисленный «за предосудительные поступки» из московского училища колонновожатых в Грузию рядовым[34][35]
- XI(I.VII).112(71) Лачинов, Николай Емельянович (1795—1876) — генерал-майор, генерал-интендант Кавказского корпуса[31][36]. Его жена Лачинова (ур. Шелашникова, псевд. Е. Хамар-Дабанов), Екатерина Петровна — писательница, автор романа «Проделки на Кавказе» (1844).
- XI(II.VIII.IX).122(76) Лачинов Пётр Петрович — полковник лейб-гвардии Гусарского полка. Участник войны 1812 года. Кавалер ордена Pour le Mérite (Пруссия), с 1821 в отставке.[37].
- XII(I.III.V.VIII).125(84) Лачинова, Прасковья Александровна (1829—1892) — писательница, публиковавшаяся под псевдонимом П. Летнёв.
- XII(I.III.V.VIII). 126(84) Лачинов, Николай Александрович (1834 — после 1917) — русский военный историк, журналист, редактор «Русского Инвалида» и «Военного сборника», генерал от инфантерии.
- XII(I.III.V.VIII).127(84) Лачинов, Павел Александрович (1837—1891) — русский химик-органик, профессор Лесного института.
- XII(I.III.V.VIII).128(84) Лачинов, Дмитрий Александрович (1842—1902) — русский физик, электротехник, метеоролог, профессор Лесного института.
- XIII(I.III.V.VIII).162(127) Лачинов, Владимир Павлович (1865 — после 1929) — русский филолог, переводчик, театральный деятель, артист.
- XIII(I.III.V.IX).139(92) Лачинов, Павел Иванович (1859—1920) — генерал—майор[38], участник освобождения Болгарии[39]; женат на Софье Сергеевне Арсеньевой[40].

### Родство и свойство
Перечисленные персоны принадлежали к одному роду). Степень их родства отчётливо прослеживается по существующим росписям, подтверждаемым документально многими источниками, помимо дел герольдии.
За историю своего существования Лачиновы — в прямом родстве с более чем ста другими известными русскими фамилиями, среди них: кн. Долгоруковы, кн. Болховские, Овцыны, Строгановы, кн. Кольцовы-Мосальские, кн. Голицыны, кн. Друцкие-Соколинские, Спицыны, Дмитриевы-Мамоновы, Скуратовы, Алфимовы, Свищёвы, Коробьины, гр. Санти, Змиевы, Зиловы, Огибаловы, Чаплыгины, Грибоедовы, Аничковы Игнатьевы, Дубенские, Лагренэ, Чоглоковы, Мещериновы, Черемисиновы, Раевские, Яблоновские, кн. Барятинские, Решетовы, Гринёвы, бар. Корфы, Шидловские, де Спирмор, Колычевы, Бохины, Времёвы, Гика, Мерлины, гр. Толстые, Нарышкины, кн. Дашковы, Булыгины, Арсеньевы, Корши, Тютчевы, Мичурины, бар. Линьи-Тандефельт-Люксембург, Шульцы, Дзичканец, Бекарюковы, Масловы, Шелашниковы, гр. Нироды, Желябужские, Съяновы, Новосильцевы, Нагели, Гульельми, Лосевы, Любовцевы, Логуновы, Зайцовы, Скидан (Скиада), Аблязовы, Фроловы, Калмыковы, Евсюковы, Стахиевы, Стромичесвские, Ламбы, Блохины, Емельяновы, Новицкие, Гарденины, Грушецкие, Куприны, Арбузовы, Кабановы, Хохловы и др .
Далее прослеживается также только документально подтверждённое родство по ветви, идущей от Нестера Исаевича Лачинова — старшей ветви рода, другие — можно наблюдать в большой общей поколенной росписи.
Правнук Нестера Исаевича, боярин Василий Артемьевич Лачинов, был женат на Авдотье Самсоновне Огибаловой (дворяне Огибаловы, соответственно, состояли в ближайшем родстве с Чихачёвыми и Львовыми; Семён Огибалов и двоюродные братья А. С. Лачиновой, Игнатий Артемьевич и Сильвестр Артемьевич Огибаловы, были стрелецкими полковниками, последний также — строитель Азовского флота Петра Великого (только уже — как стольник). Лачинов Григорий Васильевич был женат на княжне Марии Яковлевне Болховской, дочери князь Якова Фёдоровича Болховского, чьей женой была Евдокия Петровна Овцына, брат которой, Семён Овцын, также принимал участие в постройке Азовского флота. Сын Г. В. Лачинова, Михайла Большой был женат дважды: первой его женой была Авдотья Михайловна Бохина, внучка стрелецкого полковника Павла Бохина, фигуры заметной в дни бунта 1682 года. Бохины происходят из дедиловского рода, ведущего своё начало от дьяка посольского приказа Ерофея Бохина; по вдовству Михаил Григорьевич Лачинов женился на Марии Сергеевне Грушецкой. Сын Михайлы Большого от первого брака секунд-майор Пётр Михайлович Лачинов «в войсках Фельдмаршала и Кавалера Графа Петра Александровича Румянцева… был в походах в Грузии, Имеретии и Мингрелии при занятии крепости Поти, ретраншемента. форштата и при осаде той крепости 773 года, по переправе на сопротивный берег Дуная», — женат на дочери лейб-компанца Якова Игнатьева Прасковье. Старший сын П. М. Лачинова Александр «находился в походах и делах 1812 года в Российских пределах против французских войск… в сражениях под Красным, Смоленском, при с. Бородино, Воронеже, Быкове, Тарутине, Мало-Ярославце, а в 1813 г. за границей при с. Кайзервальде, Бунцелау, Эйхольце, Мейсне, г. Лейпциге… в сражениях у г. Мангейма, при переправе через Рейн, при г. Вокумре и др.», он прошёл с боями до Парижа, «откуда прошёл походом обратно в Россию, а в 1815 г. был повторно во Франции»; женой его была Мария Ивановна Фролова, дочь управляющего Разумовских и Нарышкиных. Сыновья А. П. Лачинова: военный историк Николай и естествоиспытатели Павел и Дмитрий присутствуют в приведённом выше списке (см. отдельные статьи о них). Дочь М. Г. Лачинова от первого брака Екатерина была замужем за Михаилом Алексеевичем Коробьиным (в 1777 году продала дом покойной матери).

## Герб полковника Александра Андреевича Лачинова
По большом Его Императорского Величества Титуле…
В верхней половине щита, разрезанной диагонально от правого верхнего угла на двое, в голубом и серебряном поле изображён золотой крест и под ним подкова шипами вверх. В нижней части диагонально же от правого нижнего угла, разделённой на два поля: красное и золотое, находится пушечное ядро; щит увенчан Дворянскими шлемом и короною, на коей стоящая птица держит в лапе подкову с золотым крестом. Намёт на щите голубой и красный, подложен золотом.
Чего ради жалуем и позволяем помянутому Нашему верноподданному полковнику Александру Лачинову вышеописанный Дворянский Герб во всех честных и пристойных случаях, в письмах, на домах и домовых вещах и везде, где честь его и другие случающиеся обстоятельства того потребуют, употреблять по своему изволению и рассуждению, так как и другие Нашей Империи Дворяна оную вольность и преимущество имеют; и того ради всех чужестранных Потентатов, Принцов и высоких Областей Владетелей, також Графов, Баронов, Дворян и прочих чинов, как всех обще, так и каждого особливо через сие дружебно просим, и от всякого по достоинству чина и сословия благоволительно и милостиво желаем оному Лачинову сие от Нас Всемилостивейше пожалованное преимущество в их Государствах и областях благосклонно позволить, а Нашим подданным, какого б чина достоинства и сословия они ни были, сим Всемилостивеше и накрепко Повелеваем помянутого Лачинова за Нашею Всероссийской Империи Дворянина признавать и почитать, и ему в том, тако ж и в употреблении вышеозначенного Дворянского Герба и во всех прочих Нашему Всероссийской Империи Дворянству от Нас Всемилостивейше позволенных правах, преимуществах и пользах предосуждения, обид и препятствия отнюдь и ни под каким видом не чинить.
— Лист 5 «Дела о гербе полковника А. А. Лачинова. 15 марта 1817 года»

## Вотчины и усадьбы
В родословном исследовании важную роль играет представление о наделах, а поскольку землевладельцами были до определённой поры практически все представители дворянства, последний фактор способствует выявлению нутрисословных связей. Вотчины в разные эпохи являлись основным эквивалентом состоятельности их обладателя; зачастую они влияли не только на внутриродовые взаимоотношения, но и определяли будущность фамилии в целом. Нередко, при отсутствии наследников, из опасения утраты владений с переходом их «по приданству», помещики шли на ортокузенные браки, которые не способствуют оздоровлению рода. При рассмотрении родословия не самых известных фамилий, к каковым относятся Лачиновы, благодаря значительному объёму сведений об имениях с середины XV вплоть до начала XX века удаётся выявить развитие ранее не слишком хорошо изученных ветвей. Нередко знание о владельцах соседствующих поместий становится ключом к идентификации их родства.
- Первое упоминание о вотчинах Лачиновых (середина XV века) содержится во вкладной книге Вознесенско-Печёрского монастыря[7].
- Одно из самых поздних имений — Алтуфьево (с усадьбой Алтуфьево), приобретено в последней четверти XIX века Марией Яковлевной Лачиновой (ур. Гардениной), вдовой штабс-капитана Дмитрия Емельяновича Лачинова (брата упомянутых выше Евдокима, Николая и Петра Емельяновичей Лачиновых[55][78].
- Главным имением Лачиновых на Кавказе является Лачин-тахида (аварск. «Лачинов трон») на территории Закатальского района Азербайджанской Республики, бывшая «Джаро-Белоканская область» Российской Империи, где в 1838—1839 гг. находился начальником области генерал-майор Лачинов Николай Емельянович[79] (16 августа 1795 — 3 января 1876). Лачин-тахида и Закатальский район посещали Дмитрий Александрович Лачинов и Дмитрий Иванович Менделеев.

## Герб и этимология родового прозвания Лачиновы
Герб Лачиновых польского знамени Ястржембецъ (пол. Jastrzębiec), в клейноде (нашлемнике) которого помещена птица, что истолковано как ключ к происхождению рода: «лачин» на языках иранской и нетюркской групп (на тюркском — шахин, на иранской — шахбаз), скорей с кавказских языков дагестанском группы— сокол. Тезаурус «блазонирования», ориенталистика и труды по знаковым системам указывают на восточные корни геральдики, но сведения этой же дисциплины демонстрируют использование настоящей эмблемы сотнями других родов, не имеющих отношения ни к птицам, ни к Востоку. Существует четыре основных версии этимологии прозвания: восточная, этнографическая, топонимическая и связывающая его с русскими архаизмами. По первой возможно происхождение рода от персов, таджиков, татар, азербайджанцев, дагестанцев и многих других восточных народов. Но вразумительные документальные подтверждения принадлежности данного рода к любому из названных этносов отсутствуют. Этот антропоним в изобилии присутствует в исторической и восточной историографической литературе: падишах (султан) Египта Лачин (1296—1298) и Лачин-Рюрик болгарских летописей; Лачин Хитайан, Лачин пин-чжан, Сейид Лачин в Бабур-наме и многие другие. «Географически» — род связывают с мордвой («мордва» — слово иранское, не принятое как самоназвание народом угро-финской группы). Вотчины рода издревле существовали в местах обитания вятичей и других племён, что также не рассматривалось в контексте настоящей темы. В документах не указан этнос «новокрещена» Юрия Лачина (Алачина, Георгия, Григория; ни один антропонимический справочник и ни один исторический труд не дают подтверждение существования персонажа с фамилией Алачин). Русские Лачиновы по всем достоверным источникам — православные. Топонимическая версия гласит: родовое прозвание может происходить от известного ещё по летописям озера, что расположено в Архангельской области — Лача (Лаче). Русские архаизмы — лача — лад, образец, удача на лову (известно употребление такого прозвания по «Десятням XVI века»: Лачин Фёдоров сын Писарев, Иван Лачинов сын Горяинов Писарев); лоча — дурное питьё (см. словарь В. И. Даля и о прозваниях княжеско—боярской среды XV—XVI вв.). Возможность такого прозвания подтверждают другие, подобные, в этом роду: Жито, Строй, Добыча. Наконец, существует аналогичная первоначальной — форма фамилии (Лачин), что служит подтверждением восточного омонима.